# Вашанцев Валентин Іванович
Валентин Іванович Вашанцев (рос. Валентин Иванович Вашанцев; 2 (15) лютого 1914, Ботієве — 13 вересня 1977) — інженер-суднобудівник, головний інженер 3-го Головного управління Міністерства суднобудівної промисловості СРСР, Герой Соціалістичної Праці.

## Біографія
Народився 2 (15 лютого) 1914 в селі Ботієвому (нині Приазовського району Запорізької області). Росіянин. Закінчив Ленінградський кораблебудівний інститут за фахом «суднокорпусобудування».
У 1940 році за розподілом потрапив на роботу в місто Молотовськ (нині — Сєверодвінськ) на завод № 402 (нині — ВАТ «ВО Північне машинобудівне підприємство»). Працював майстром, старшим інженером, начальником конструкторського бюро, заступником начальника відділу будівельників (№ 2), начальником відділу будівельників (№ 12) — головним будівельником атомних підводних човнів першого покоління, в 1950–1952 і 1958–1962 роках — головним інженером Північмашпідпиємства.
В роки радянсько-німецької війни був начальником корпусного сектора конструкторського бюро заводу. Крім загального керівництва роботою КБ, особисто виконав ряд робіт на суднах Головпівнічморшляху. Керував роботами з відновлення та модернізації сторожового корабля «Бриллиант», за що був нагороджений орденом Червоної Зірки. У 1959 році за створення першого в СРСР атомного підводного човна проекту 627 був удостоєний звання лауреата Ленінської премії. З 1962 року працював головним інженер 3-го Головного управління в Міністерстві суднобудівної промисловості СРСР, а потім в апараті Центрального Комітету Комуністичної партії Радянського Союзу. В оборонному відділі ЦК КПРС відповідав за будівництво атомних підводних човнів і переозброєння ракетною зброєю надводних кораблів ВМФ СРСР.
У казом Президії Верховної Ради СРСР від 28 квітня 1963 року за великі заслуги в справі створення і виробництва нових типів ракетного озброєння, а також атомних підводних човнів, оснащених цією зброєю, і переозброєння кораблів Військово-морського флоту Вашанцеву Валентину Івановичу присвоєно звання Героя Соціалістичної Праці з врученням ордена Леніна і золотої медалі «Серп і Молот».
Жив у Москві. Помер 13 вересня 1977 року. Похований в Москві.

## Відзнаки
Нагороджений орденом Леніна (28 квітня 1963), орденом Червоної Зірки, медалями.
Лауреат Ленінської премії (20 липня 1959).